# Bernhard Bentgens

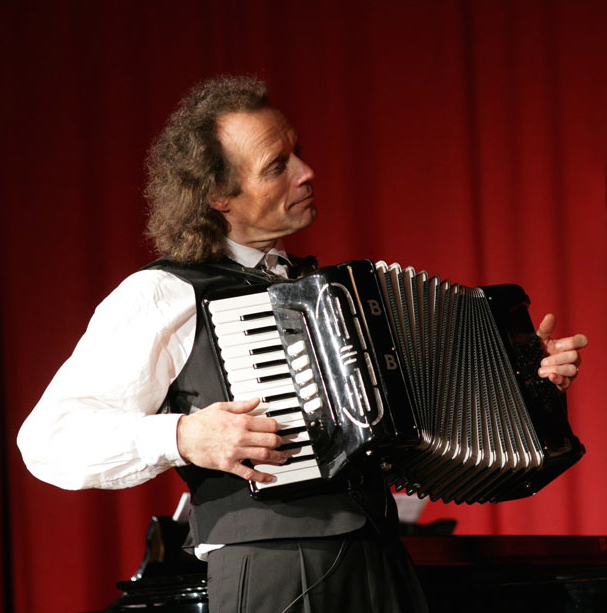
Bernhard Bentgens (2007)

Bernhard Bentgens (* 1. November 1956 in Duisburg) ist ein deutscher Komponist, Dirigent, Singer-Songwriter, Chorleiter, und Conférencier.

## Leben und Werk
Bernhard Bentgens wurde als Sohn des Wirtschaftsprüfers Theodor Bentgens und der Pädagogin und Sängerin Maria Bentgens geboren. Er machte 1981 sein Staatsexamen an der Folkwang-Musikhochschule in Essen-Werden. Seine Hauptfächer waren Klavier, Orgel, Gesang, Chor- und Orchesterleitung. Von 1981 bis 1983 arbeitete er als Musiker beim Orchester des Nationaltheaters Mannheim. Zwischen 1982 und 1984 machte Bernhard Bentgens musikwissenschaftliche Studien bei Ludwig Finscher in Heidelberg und bei Alexander Ringer in Illinois. 1984 trat er mit seinem ersten Solo-Liederprogramm auf. In den darauffolgenden fünf Jahren war Bernhard Bentgens als musikalischer Leiter der Bühnenmusik am Heidelberger Stadttheater tätig. Er erhielt von 1987 bis 1992 einen Lehrauftrag an der Fachhochschule Heidelberg.
Ab 1989 war er als freischaffender Komponist für Theater, Fernsehen und Rundfunk im In- und Ausland tätig. Seit dem gleichen Jahr leitet Bernhard Bentgens den Heidelberger HardChor sowie den 1. FC Heidelberg. Mit dem Clowntrio „Extra Nix“ tourte er in den 90er Jahren gemeinsam mit Rosemie Warth und Thomas Nigl auf renommierten Festivalbühnen in Europa und Kanada. In dieser Zeit arbeitete er mit diversen Orchestern zusammen, wie den Stuttgarter Philharmonikern, dem Orchester des Hessischen Rundfunks, dem Saarländischen Rundfunkorchester, dem Sinfonieorchester Freiburg und den Hamburger Symphonikern und komponierte die Filmmusik für die ZDF-Serie Der Plakatierer.
Bernhard Bentgens ist seit den 1990er Jahren als Moderator bei Galas und Symphoniekonzerte tätig. Seit 1992 gehört er zur Stammbesetzung der monatlichen live-Radio-Show Zungenschlag in Heidelberg. Es folgten diverse Radioproduktionen. Gemeinsam mit Roger Back veranstaltet Bernhard Bentgens seit 2001 das Chansonfest Schöner Lügen. Seit 2005 leitet er einen Chor von Müttern und Vätern des Englischen Instituts in Heidelberg „Die Mamas und Papas“. 2007 gründete er mit seiner Frau Julia Bentgens die Metropolitan International School mit Kinderkrippen, Kindergärten, Grundschule und Gymnasium. Seit 2014 leitet Bentgens den „Beschwerdechor/Besserwerdechor“ in Heidelberg.

## Auszeichnungen
- 1984: Mannheimer Kleinkunstpreis
- 1984: „Terpsichore“ (Baden-Württembergischer Kleinkunstpreis)
- 1993: Spezialpreis der Jury beim Charlie-Rivel-Memorial, Barcelona, mit Extra-Nix
- 1993: Dritter Preis beim Printemps De Courge Festival, Toulouse, mit Extra-Nix
- 1996: Kleinkunstpreis Baden-Württemberg (1. Preis)

## Programme CDs und Bücher
- 1984 Solo-Liederprogramm „Unterwasserlieder“
- 1988 Solo-Liederprogramm „Musenfrust“
- 1995 CD: „Bentgens. Lieder für Hirn, Herz und Bauch“
- 1995 Programm „Konzert in 3D“
- 1997 CD „Bentgens live“
- 1998 CD „Bentgens plus live“
- 2000 Programm und CD mit Band „Hallo Zukunft“
- 2001 Musical „Ob sich das Herz zum Herzen findet“
- 2001 Solo-Programm „Fühl-Vergnügen“
- 2003 Musical „Oh, dass sie ewig grünen bliebe“
- 2003 Solo-Programm „Buddha bei den Fischen“
- 2005 CD „Lametta im Bikini“
- 2006 CD „Sing im Unsing“
- 2007 Programm „Mama Mia“ mit Maria Bentgens
- 2012 Programm und CD (2015) „Bentgens und die 3 Musiktiere“ mit Peter Antony, Tom Beisel, Bernhard Heuvelmann und Peter Saueressig
- 2014 Veranstaltungsreihe „Schwarmsingen“ in der Halle02 in Heidelberg
- 2016 Zwei Bände Kammermusik „Musik für Geige“ und „Musik für Klavier“
- 2016 CD „Jenseits von Norden und Süden“
- 2017 CD „Sieben“
- 2018 Zwei Bücher „Gedichte1“ und „Blötschkopp“ (Prosa)
- 2019 Premiere des „Circus inclusioni“ mit dem Beschwerdechor
- 2020 Buch „Magier der Sinne, Poet der Leidenschaft“ 222 Lieder von Bernhard Bentgens